# Stereotipia (psicologia)
Per stereotipia si intende la ripetizione di una sequenza invariata e costante di uno o più comportamenti. Esistono molti tipi di stereotipie: motorie, nella comunicazione scritta o parlata, nei giochi, nel disegno, e così via.

## Le stereotipie motorie
Queste consistono in movimenti ritmati, che possono interessare le mani, il viso, il capo o tutto il tronco. Questo può subire dei dondolamenti avanti-indietro oppure da un lato all'altro.
Nel caso della valutazione del rischio professionale da sovraccarico biomeccanico degli arti superiori in attività caratterizzate da movimenti ripetuti ad alta frequenza, viene considerata la stereotipia come fattore peggiorativo, nei seguenti casi:
1. cicli di durata brevissima, inferiore ai 15 secondi o addirittura inferiori agli 8 secondi, ovviamente caratterizzati dalla presenza di azioni degli arti superiori.
2. gesti lavorativi dello stesso tipo (azioni tecniche identiche, anche statiche) che si ripetono per più del 50% del tempo di ciclo o per quasi tutto il ciclo

È utile ricordare che vi può essere presenza di stereotipia anche in assenza di posture incongrue: ad esempio azioni tecniche identiche, ripetute per buona parte del tempo, anche se eseguite in grip (comoda presa con tutta la mano) generano infatti punteggi di stereotipia.

## Le stereotipie dei comportamenti
Questi si hanno quando il soggetto persiste in dei comportamenti sempre uguali che possono riguardare le ore, i luoghi e gli accorgimenti necessari per compiere determinate azioni: ad esempio nei bambini: per mangiare, per andare a scuola, per uscire da casa, per dormire. Le stereotipie dei comportamenti possono riguardare anche il modo con il quale lavarsi le mani o sistemare i giocattoli, le strade da compiere per andare da un posto all'altro della città, e così via.

## Le stereotipie nella comunicazione
Queste riguardano suoni, vocalizzi, parole o intere frasi che il paziente tende a ripetere continuamente, ma che nulla hanno a che vedere con la realtà del momento. Nel caso di parole o frasi spesso il bambino ripete ciò che ha ascoltato dai genitori, dalla televisione o dai videogiochi.

## Le stereotipie dei giochi
Anche i giochi possono essere stereotipati. Il bambino in questi casi ama giocare allo stesso identico gioco, sempre, dovunque e in ogni ora del giorno, e spesso anche della notte. A volte, il gioco può essere molto semplice e banale come far girare le ruote di un'auto o far frullare un pezzo di cartoncino attorcigliato sul tavolo o davanti ai suoi occhi. Altre volte il gioco è più complesso ma in definitiva si svolge sempre, ossessivamente, allo stesso modo.

## Le stereotipie del disegno
Le stereotipie si possono presentare anche nel disegno. In questi casi il bambino tende a disegnare sempre lo stesso soggetto, con gli stessi particolari, colorandolo con i medesimi colori. Spesso questi disegni non tengono conto della realtà per cui sono presenti tanti soli o tante lune, in altri disegni sono presenti delle case con molte, troppe porte o finestre.

## Le stereotipie negli interessi
Sono presenti stereotipie negli interessi quando il bambino focalizza buona parte dei suoi interessi solo su uno o su pochissimi campi specifici. Le sue costanti passioni possono riguardare gli animali che hanno colpito la sua fantasia, i campioni sportivi, le auto, gli orologi, ma anche le strade, le autostrade, le targhe delle auto e così via. 
I temi e i comportamenti stereotipati possono variare nel tempo per caratteristiche, intensità e frequenza, in base ai vissuti interiori del bambino. 
Comportamenti stereotipati sono presenti in molti bambini provenienti dagli orfanotrofi e brefotrofi e nei soggetti che presentano ritardo mentale, cecità o altre gravi disabilità quando questi minori sono stati lungamente istituzionalizzati o hanno sofferto di gravi carenze affettive. Comportamenti stereotipati sono presenti in molti animali degli zoo, dei circhi e delle fattorie quando questi animali sono costretti in spazi ristretti o non godono di una normale vita relazionale e sociale. 
Comportamenti ripetitivi e stereotipati sono presenti nei soggetti con tratti ossessivi e soprattutto sono frequenti nei bambini autistici i quali, in tal modo, cercano di diminuire e contrastare le ansie, le paure, le angosce ed i conflitti presenti nel loro animo. Prova di ciò si ha che quando in questi bambini l'ansia e la sofferenza diminuiscono questi sintomi si attenuano o scompaiono totalmente.

### Le stereotipie nell’autismo
Il bambino con autismo, dato il suo stato di notevole ansia e, spesso, confusione interiore, a volte utilizza le stereotipie per cercare di mettere ordine e capire ciò che sente e ciò che prova. In altri casi l’uso delle stereotipie è causato dall’ansia e dalla tensione interiore che egli avverte. I movimenti stereotipati da una parte segnalano la presenza di queste emozioni dall’altro servono a diminuirle. I soggetti con autismo possono utilizzare dei comportamenti stereotipati anche per oscurare gli stimoli esterni che procurano loro della sofferenza, utilizzando delle sensazioni che si auto provocano, ad esempio muovendo le mani o le dita in un determinato modo. A volte tuttavia ritroviamo questi particolari comportamenti quando questi bambini sono molto eccitati per qualcosa che devono fare. In altri casi le stereotipie hanno una funzione comunicativa. Ad esempio, per manifestare agli altri il suo stato di disagio. In questi casi i movimenti stereotipati aumentano sempre più e se gli adulti non riescono a rasserenare questi soggetti possono verificarsi delle crisi nervose.Le stereotipie verbali possono infine servire al bambino autistico allo scopo di concentrarsi su qualcosa che vuole eseguire o per fissare nella memoria le parole ascoltate.